# De Mol
Ne doit pas être confondu avec Demol.
De Mol, en français « la Taupe », est un jeu télévisé flamand de la maison de production Woestijnvis. La première saison a été diffusée en 1998-1999 en Flandre et de par son succès a été reproduite trois fois par la suite, respectivement en 1999-2000, 2002-2003 et 2016. Cette dernière saison a commencé le 1er février 2016, 13 ans après la dernière saison. La deuxième saison a reçu en 2000 la Rose d'or de Montreux.

## Concept
Le programme a été conçu par Bart De Pauw, Tom Lenaerts, Michiel Devlieger et Michel Vanhove et a été diffusé par la VRT. Le concept a ensuite été vendu dans plus de 30 pays. La deuxième saison fut récompensée par la Rose d'or en 2000, un des prix internationaux de la télévision. De Mol a 
De Mol a également gagné, tant en 2000 qu'en 2003, le Humo's Prijs van de Kijker. Depuis le 1er février 2016, le programme est diffusé par la chaîne VIER.

## Format
Dans le programme, un groupe de candidats (cinq hommes et cinq femmes) doivent réaliser des missions à l'étranger. Chaque mission leur permet de gagner de l'argent. Toutefois, un des participants est un saboteur, un imposteur, la « taupe », soit en néerlandais « de mol ». La Mol va essayer de maintenir au plus bas le niveau d'argent dans la « cagnotte » des candidats en rendant difficile la réalisation des épreuves. Le saboteur est préalablement informé de chaque épreuve. À la fin de chaque épisode, les candidats doivent répondre à vingt questions sur le saboteur, à l'exception de la finale durant laquelle les finalistes répondent à 40 (en 2016,2020 et 2021,30 ) questions. La personne qui a donné le moins de bonnes réponses au sujet du saboteur est éliminée. À la fin, le candidat qui a le plus de bonnes réponses gagne le contenu de la cagnotte.

## Saisons
En Flandre, les deux saisons d'origine ont été diffusées sur l'ancienne TV1, avec Michiel Devlieger comme présentateur. La maison de production Woestijnvis a pour habitude de produire deux saisons à la suite pour chaque nouveau programme. Le programme connu alors un immense succès, avec 1,9 million de téléspectateurs pour l'épisode finale de la saison 2. De Mol fut la seule exception. Le programme fut par conséquent renouvelé pour une troisième avec Michiel Devlieger comme présentateur. De ce fait il n'y eut plus de nouvelle saison de De Mol par la suite.
En 2013, le programme fut proposé de nouveau, pour être diffusé par la chaîne VIER. En mars 2014, le présentateur de De Mol Michiel Devlieger a fait savoir qu'il y avait peu de chance qu'une nouvelle saison de De Mol soit produite. Cependant, le 22 juin 2015, une nouvelle saison fut annoncée. La production a trouvé le lieu en novembre 2015. À la fin de décembre 2015, le projet de production reçu l'approbation après que les créateurs originaux aient donné leur consentement. Le début de la diffusion fut annoncé le 1er février 2016, mais non plus sur la Één mais VIER. Gilles De Coster est annoncé comme présentateur.
| Saison | Date de début    | Épisodes | Date de fin     | De Mol                          | Vainqueur               | Finaliste                    | Sommes gagnées          | Lieu de tournage       |
| ------ | ---------------- | -------- | --------------- | ------------------------------- | ----------------------- | ---------------------------- | ----------------------- | ---------------------- |
| 1      | 6 décembre 1998  | 9        | 31 janvier 1999 | Magda Ral                       | Hugo De Bie             | Armand (Mon) De Ridder       | 1 150 000 francs belges | France                 |
| 2      | 23 janvier 2000  | 9        | 19 mars 2000    | Hugo Daemen                     | Marianne Dupon          | Niki De Boeck                | 1 145 000 francs belges | Espagne                |
| 3      | 19 janvier 2003  | 9        | 16 mars 2003    | Marc Simons                     | Stijn Vandaele          | Sandra Welvaert / Inge Boere | 33 100 €                | Italie                 |
| 4      | 1er février 2016 | 9        | 28 mars 2016    | Gilles Van Bouwel               | Cathy van der Ha        | Hanne Vanhaesebrouck         | 30 790 €                | Argentine              |
| 5      | 6 février 2017   | 9        | 3 avril 2017    | Eline Michiels                  | Davey Van Rode          | Annelies Cooymans            | 27 250 €                | Afrique du Sud         |
| 6      | 25 mars 2018     | 9        | 13 mai 2018     | Pieter Delanoy                  | Lloyd Vermeulen         | Bahador Sabouri              | 27 665 €                | Mexique                |
| 7      | 10 mars 2019     | 10       | 5 mai 2019      | Elisabet Haesevoets             | Axel Pailler            | Bas Moeyaert                 | 34 050 €                | Vietnam                |
| 8      | 8 mars 2020      | 9        | 26 avril 2020   | Alina Churikova                 | Jolien Derck            | Bart Lintermans              | 22 835 €                | Grèce                  |
| 9      | 21 mars 2021     | 9        | 9 mai 2021      | Lennart Driesen                 | Annelotte De Brandt     | Sven Uyttersprot             | 18 240 €                | Allemagne              |
| 10     | 20 mars 2022     | 9        | 8 mai 2022      | Philippe Minguet Uma Vandemaele | Sven Pede               | Yens Wittebrouck             | 26 390 €                | Îles Canaries, Espagne |
| 11     | 19 mars 2023     | 9        | 7 mai 2023      | Comfort Achuo                   | Lancelot De Deurwaerder | Toos Vandervelde             | 27 320 €                | Arizona, États-Unis    |
| 12     | 24 mars 2024     | 9        | 12 mai 2024     | Senne van der Zweep             | Bernard Balcaen         | Michaël Moens                | 24 160 €                | Sicile, Italie         |
| 13     | 23 mars 2025     | 9        | 18 mai 2025     | Sarah Loos                      | Alexy Kilozo            | Michèle Vergote              | 27 910 €                | Thaïlande              |

1. ↑  Soit environ 28 508 €.
2. ↑  Soit environ 28 384 €.
3. ↑  Philippe a quitté le jeu lors du quatrième épisode, après avoir rencontré des problèmes de santé mentale[4].

## Exportation

### Pays-Bas
La version néerlandaise de De Mol existe depuis 1999 sous le nom de Wie is de Mol? (nl). Il est diffusé par AVROTROS (avant 2014, AVRO) et produit par IdtV.

### France
Une version française de De Mol a été produite en 2015 par Endemol France sous le nom de Qui est la taupe ?.

### Autres pays
La série est produite dans plus de trente pays. La version américaine du programme, The Mole, a été diffusée cinq fois, dont trois fois avec des candidats inconnus et deux saisons avec des Américains connus. La dernière saison produite aux États-Unis remonte à 2008.